# 小川信夫
小川 信夫（おがわ のぶお、1930年7月13日 - 2016年1月5日）は、日本映画の編集技師、日本映画テレビ編集協会副会長。愛知県出身。

## 経歴
1953年に東宝へ入社。当初は録音部に所属していたが、1963年より編集助手に転身。1967年に映画『ゴー!ゴー!若大将』で技師に昇格。1969年にフリーの編集技師となる。1982年に日本映画テレビ編集協会を設立し副会長になる。
2016年1月5日死去。
85歳没。

## 代表作

### 録音助手時代
- 1952年 - 「足にさわった女」（アルバイト）
- 1957年 - 「東北の神武たち」
- 1958年 - 「無法松の一生」

### 編集技師時代
- 1967年 - 「ゴー!ゴー!若大将」
- 1968年 - 「リオの若大将」
- 1970年 - 「野獣都市」
- 1973年 - 「忍ぶ糸」
- 1975年 - 「阿寒に果つ」
- 1977年 - 「悪魔の手毬唄」
- 1984年 - 「さよならジュピター」
- 1985年 - 「姉妹坂」
- 1988年 - 「パンダ物語」
- 1994年 - 「ヤマトタケル」
- 1996年 - 「モスラ」
- 1998年 - 「モスラ3 キングギドラ来襲」
- 1996年 - 「眠る男」
- 2005年 - 「埋もれ木」